# Șoldanu (gmina)
Șoldanu – gmina w Rumunii, w okręgu Călărași. Obejmuje miejscowości Negoești i Șoldanu. W 2011 roku liczyła 3565 mieszkańców. 